# Khu bảo tồn thiên nhiên Ea Sô

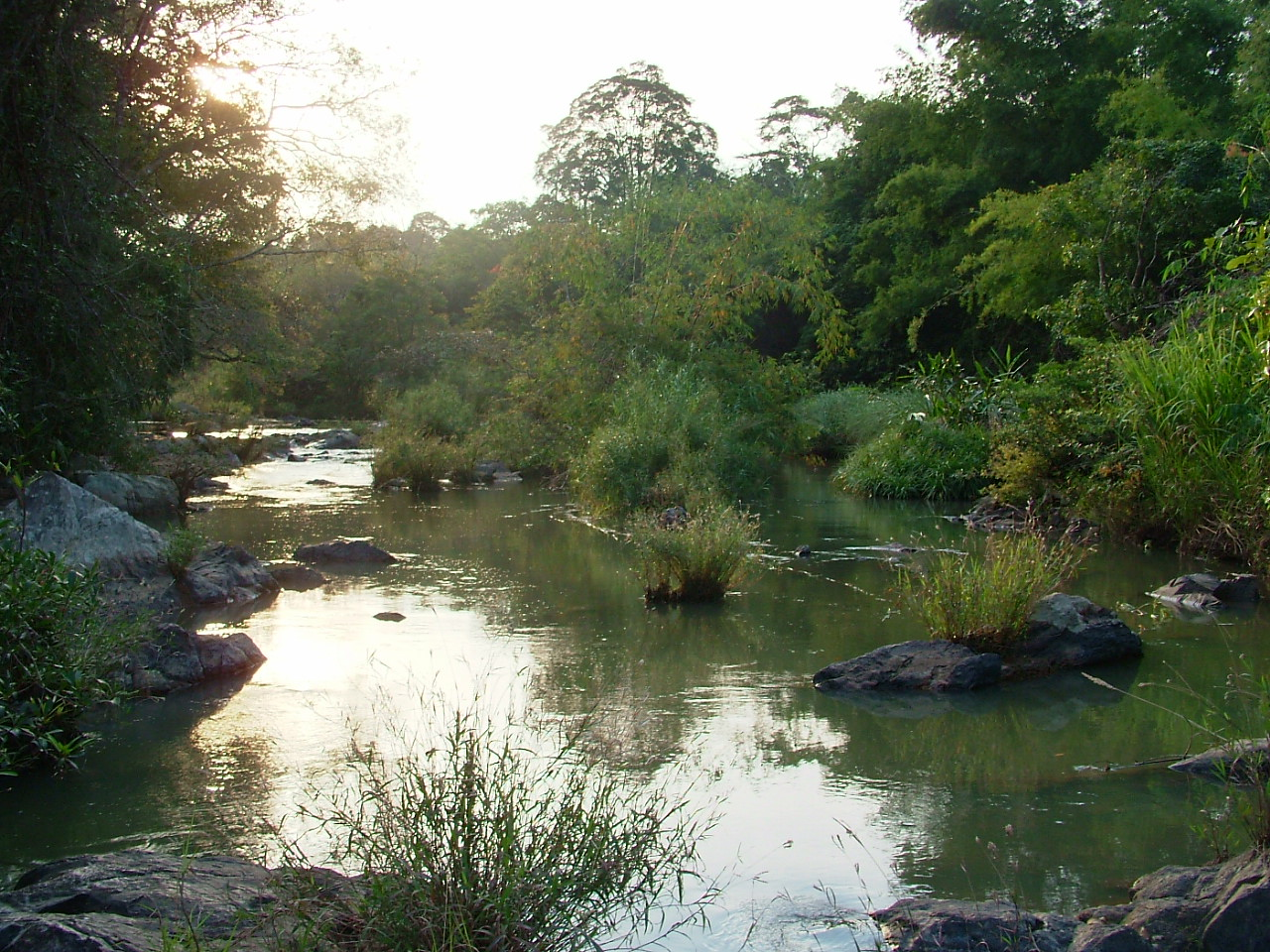
Suối trong rừng Ea Sô

Khu Bảo tồn thiên nhiên Ea Sô là một khu rừng đặc dụng ở tỉnh Đắk Lắk, Việt Nam .
Về hành chính khu bảo tồn ở vùng đất xã Ea Sô huyện Ea Kar.

## Đặc điểm địa hình, thảm thực vật
Địa hình rất phong phú và đa dạng, nổi bật là vùng núi cao hiểm trở, chia cắt phức tạp chuyển tiếp từ núi cao đến đồi gò, trảng bằng, đồng cỏ tạo nên một vùng đặc sắc với nhiều kiểu thảm thực vật và được đánh giá là môi trường sống lý tưởng nhất hiện tại ở Việt Nam của nhiều loài động vật rừng thuộc bộ thú móng guốc ăn cỏ.

## Động thực vật rừng
Có một số loài thú quý hiếm nằm trong sách đỏ thế giới là: bò tót, bò rừng...
Thực vật có các loài quý như: trắc, cẩm lai ,cà te , giáng hương

## Khí hậu, thủy văn
Tuy thuộc vùng Tây Nguyên miền Trung, mỗi năm cũng có 2 mùa rõ rệt là mùa mưa và mùa khô nhưng lại ảnh hưởng mạnh bởi khí hậu vùng Đồng bằng duyên hải miền Trung nên các mùa thường thay đổi chậm hơn các vùng khác của Đắk Lăk như Buôn Ma Thuột đến 2 tháng.

## Mục tiêu, nhiệm vụ
Bảo vệ các hệ sinh thái rừng núi cao Tây Nguyên và trảng cỏ cây bụi, bảo tồn các loài động, thực vật hoang dã, đặc biệt là các loài thú lớn móng guốc.
Nghiên cứu khoa học, giáo dục môi trường, phát triển du lịch sinh thái...Góp phần phát triển kinh tế, xã hội địa phương.
Bảo vệ rừng đầu nguồn thủy điện sông Hinh, sông Krông Năng.

## Quy mô diện tích và các phân khu chức năng
- Tổng diện tích 27.800ha, trong đó:
- Phân khu bảo vệ nghiêm ngặt: 15.959 ha.
- Phân khu phục hồi sinh thái: 9.816 ha.
- Phân khu dịch vụ hành chính: 2.025ha.

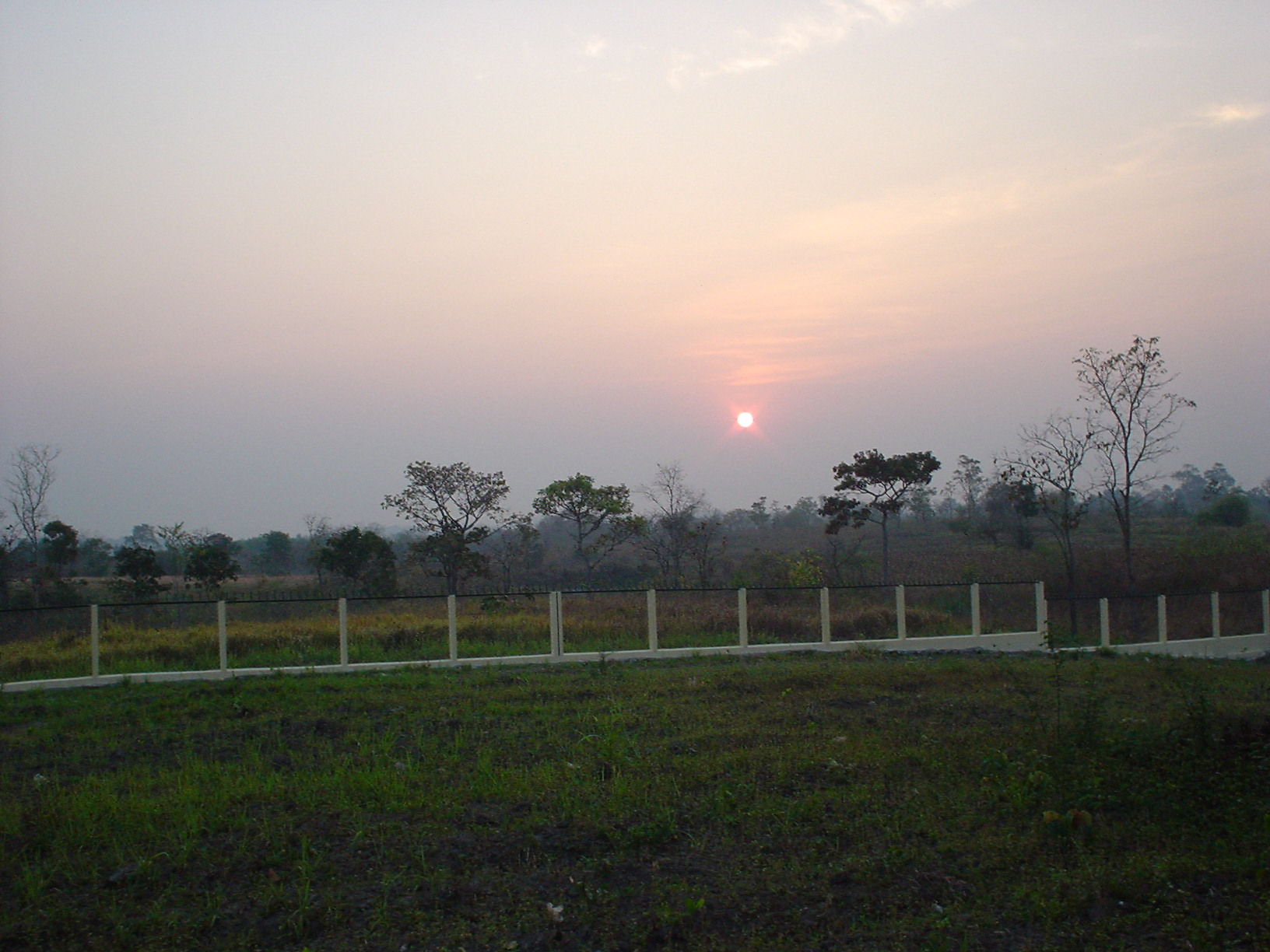
Hoàng hôn ở Ea Sô.
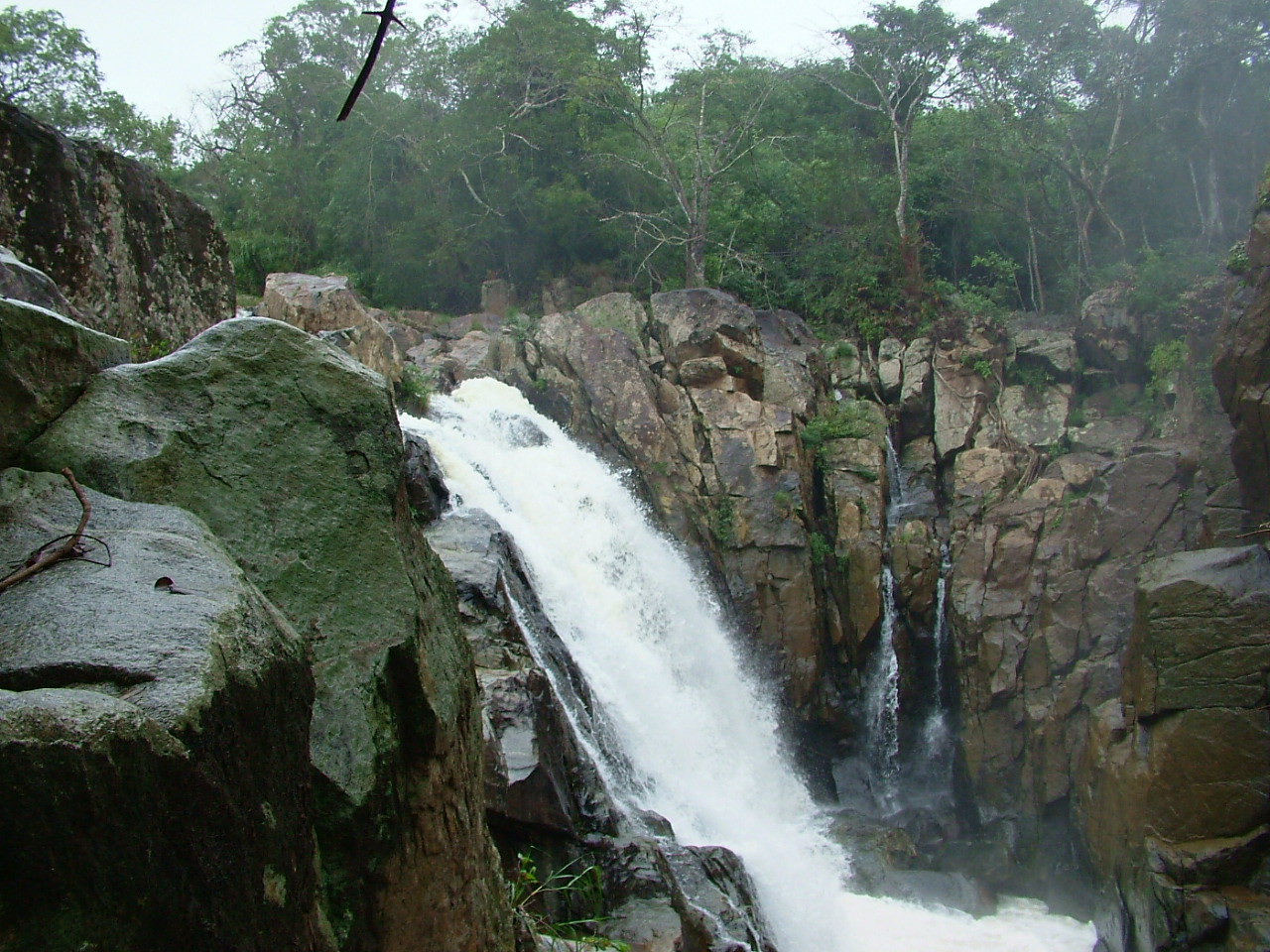
Thác Bay ở Ea Sô.
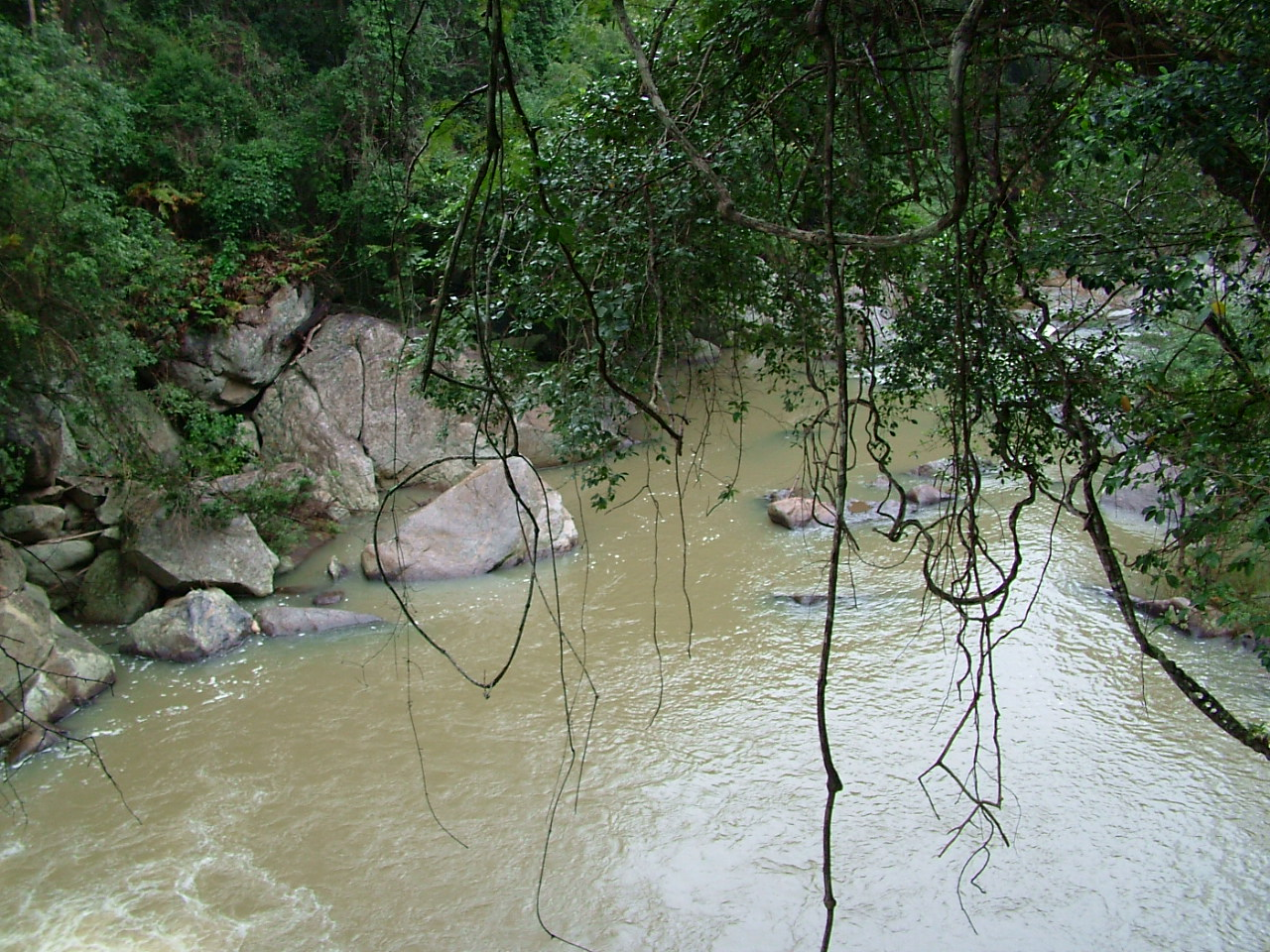
Suối trong rừng Ea Sô.
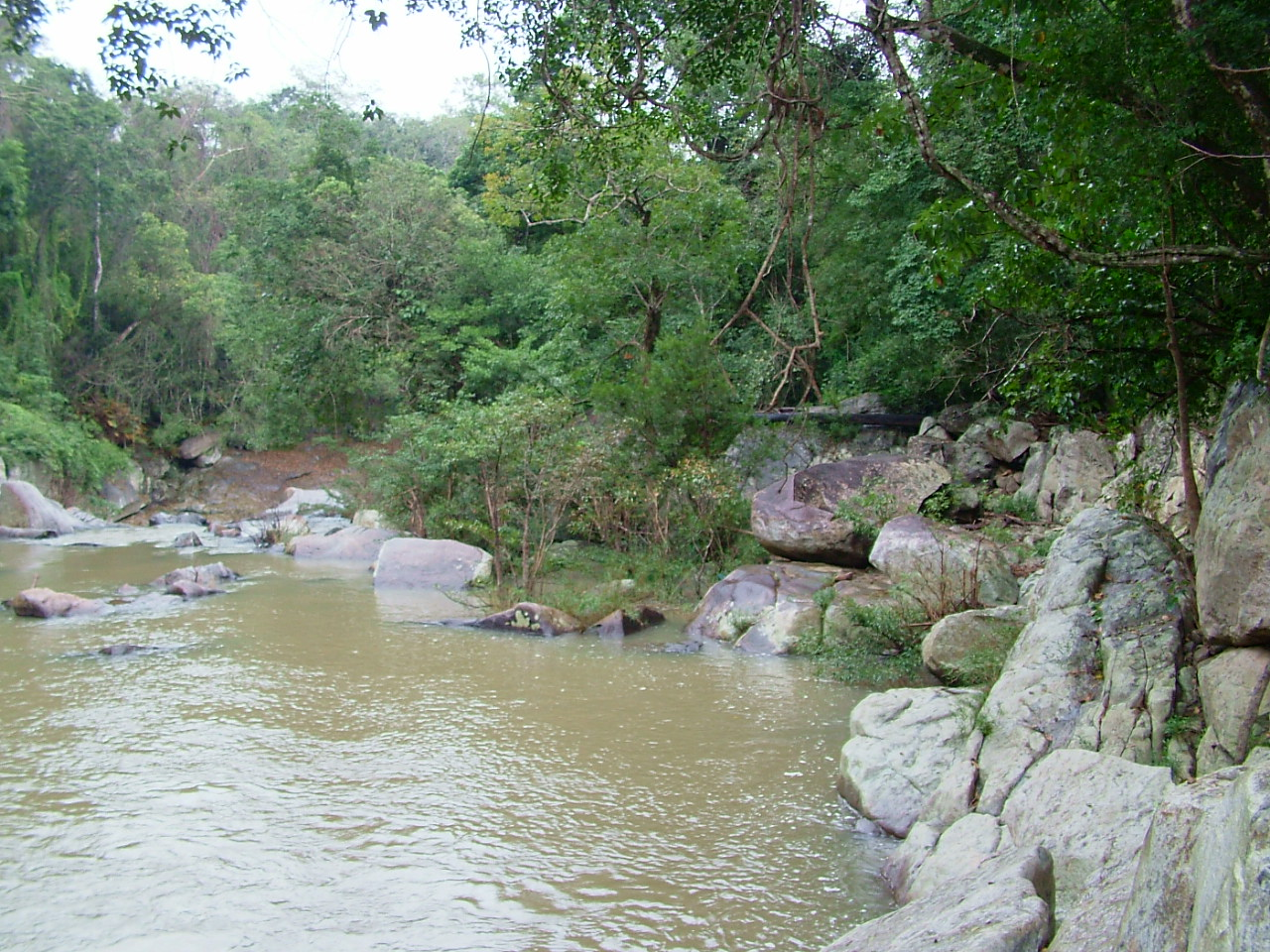
Suối trong rừng Ea Sô.